# Elporia vidua
Elporia vidua är en tvåvingeart som beskrevs av Elisabeth K. Stuckenberg 1955. Elporia vidua ingår i släktet Elporia och familjen Blephariceridae. Inga underarter finns listade i Catalogue of Life.